# Ratoldo de Italia
Ratoldo fue un rey de Italia que reinó un mes aproximadamente en el 896. Era hijo ilegítimo del rey Arnulfo de Carintia. Los Anales de Fulda afirman que tanto él como su medio hermano Zuentiboldo habían nacido de concubinas (ex concubinis). El nombre de sus madres no aparece en la obra y puede que su estado pasase al de hijos de concubinas después de que Arnulfo desposase a Uota en 888. Puede que originalmente sus padres hubiesen estado unidos en Friedelehen, «matrimonios convenidos», una clase de matrimonio consuetudinario.
Su fecha de nacimiento se desconoce; puede que haya sido un hombre maduro cuando se le otorgó el gobierno de Italia. En 889, Arnulfo persuadió a la nobleza de la Francia oriental para que reconociese como herederos suyos a Zuentiboldo y Ratoldo en caso de que no tuviese hijos legítimos con la reina. Un historiador sugiere que Arnulfo pretendía crear reinos para sus hijos ilegítimos (Lotaringia para Zuentiboldo e Italia para Ratoldo) y dejar la Francia oriental para su vástago legítimo. Después de que Arnulfo fuese coronado emperador en Roma en el 896, cayó enfermo y se apresuró a volver a Alemania en mayo, dejando, en palabras de los Anales de Fulda, «a su benjamín llamado Ratoldo, que le había nacido de una concubina, en Milán para recibir el sometimiento del pueblo italiano». La vaguedad del pasaje no aclara si Ratoldo era meramente lugarteniente de su padre o rey de pleno derecho de Italia. Poco después de que Arnulfo marchase al norte, su rival, el duque Lamberto II de Spoleto, se apoderó de Italia;no se vuelve a tener noticia de Ratoldo. El hijo legítimo de Arnulfo, Luis el Niño, fue reconocido heredero por la nobleza en el 897.